# 1295
Il 1295 (MCCXCV in numeri romani) è un anno  del XIII secolo.

## Eventi
- Scarpetta Ordelaffi diventa signore di Forlì; la sua casata manterrà il potere, sia pure con qualche interruzione, fino al 1504.
- Consacrata la chiesa di Santa Maria del Pantano, nei pressi di Galeata, FC.
- L'eremo della Barucola, in Comune di Badia Tedalda, è aggregato al conventi dei frati Servi di Maria di Sansepolcro.
- I catalani occupano la Sardegna
- 10 marzo - Il vescovo di Trieste Brissa de Toppo rinuncia alla supervisione episcopale dei rappresentanti dei cittadini di Trieste.

## Nati
- 16 settembre - Elisabetta de Clare, nobile britannica († 1360)
- Giovanni Abbarbagliati, abate italiano († 1386)
- Bertrando III del Balzo, nobile italiano
- Edoardo I di Bar, conte († 1336)
- Isabella di Francia, regina († 1358)
- Margherita di Valois, nobile francese († 1342)
- Nolfo da Montefeltro, condottiero italiano († 1364)
- Oddone IV di Borgogna, duca († 1349)
- Nicola d'Epiro, conte († 1323)
- Rinaldo II di Gheldria, conte († 1343)
- John Thoresby, cardinale, arcivescovo cattolico e politico inglese († 1373)
- Vitale d'Assisi, monaco cristiano italiano († 1370)
- Caterina d'Asburgo, nobile austriaca († 1323)
- Jacopo de' Gabrielli da Gubbio, politico italiano († 1363)

## Morti
- 22 febbraio - Giovanni di Castrocoeli, cardinale e arcivescovo cattolico italiano
- 24 marzo - Gaykhatu, mongolo
- 10 aprile - Baldovino d'Avesnes, cavaliere medievale francese (n. 1219)
- 25 aprile - Sancho IV di Castiglia, sovrano spagnolo (n. 1258)
- 5 maggio - Konrad von Mandern
- 21 maggio - Bernardo Platon, vescovo cattolico francese
- 28 maggio - Barnim II di Pomerania, nobile
- 8 agosto - Ottone Visconti, arcivescovo e nobile italiano (n. 1207)
- 12 agosto - Carlo Martello d'Angiò, sovrano (n. 1271)
- 19 agosto - Leone II di Cava, abate italiano (n. 1239)
- 7 settembre - Guillaume de Ferrières, cardinale e presbitero francese
- 12 settembre - Pietro I della Scala, vescovo cattolico italiano
- 15 settembre - Ruggieri degli Ubaldini, arcivescovo cattolico italiano
- 4 ottobre - Baydu, mongolo
- 19 ottobre - Guelfo della Gherardesca, militare italiano
- 1º novembre - Mainardo II di Tirolo-Gorizia, conte (n. 1238)
- 7 dicembre - Gilberto di Clare, VII conte di Gloucester, nobile e condottiero inglese (n. 1243)
- 20 dicembre - Margherita di Provenza, regina francese (n. 1221)
- Taddeo Alderotti, medico e anatomista italiano (n. 1215)
- Beatrice di Navarra, nobile (n. 1242)
- Robert Bruce, V Signore di Annandale, militare scozzese
- Giroldo da Como, scultore e architetto italiano (n. 1225)
- Pay Gómez Chariño, trovatore spagnolo
- Hillel ben Samuel, rabbino, filosofo e medico italiano (n. 1220)
- Offreduccio, vescovo cattolico italiano
- Montagna dei Parcitati, politico italiano
- Pietro Peregrossi, cardinale italiano
- Bonaventura da Savignano, giurista e politico italiano

## Calendario
| Calendario 1295 | Calendario 1295 | Calendario 1295 | Calendario 1295 | Calendario 1295 | Calendario 1295 | Calendario 1295 | Calendario 1295 | Calendario 1295 | Calendario 1295 | Calendario 1295 | Calendario 1295 | Calendario 1295 | Calendario 1295 | Calendario 1295 | Calendario 1295 | Calendario 1295 | Calendario 1295 | Calendario 1295 | Calendario 1295 | Calendario 1295 | Calendario 1295 | Calendario 1295 | Calendario 1295 | Calendario 1295 | Calendario 1295 | Calendario 1295 | Calendario 1295 | Calendario 1295 | Calendario 1295 | Calendario 1295 | Calendario 1295 | Calendario 1295 |
| --------------- | --------------- | --------------- | --------------- | --------------- | --------------- | --------------- | --------------- | --------------- | --------------- | --------------- | --------------- | --------------- | --------------- | --------------- | --------------- | --------------- | --------------- | --------------- | --------------- | --------------- | --------------- | --------------- | --------------- | --------------- | --------------- | --------------- | --------------- | --------------- | --------------- | --------------- | --------------- | --------------- |
|                 | 1               | 2               | 3               | 4               | 5               | 6               | 7               | 8               | 9               | 10              | 11              | 12              | 13              | 14              | 15              | 16              | 17              | 18              | 19              | 20              | 21              | 22              | 23              | 24              | 25              | 26              | 27              | 28              | 29              | 30              | 31              |                 |
| Gennaio         | Sa              | Do              | Lu              | Ma              | Me              | Gi              | Ve              | Sa              | Do              | Lu              | Ma              | Me              | Gi              | Ve              | Sa              | Do              | Lu              | Ma              | Me              | Gi              | Ve              | Sa              | Do              | Lu              | Ma              | Me              | Gi              | Ve              | Sa              | Do              | Lu              |                 |
| Febbraio        | Ma              | Me              | Gi              | Ve              | Sa              | Do              | Lu              | Ma              | Me              | Gi              | Ve              | Sa              | Do              | Lu              | Ma              | Me              | Gi              | Ve              | Sa              | Do              | Lu              | Ma              | Me              | Gi              | Ve              | Sa              | Do              | Lu              |                 |                 |                 |                 |
| Marzo           | Ma              | Me              | Gi              | Ve              | Sa              | Do              | Lu              | Ma              | Me              | Gi              | Ve              | Sa              | Do              | Lu              | Ma              | Me              | Gi              | Ve              | Sa              | Do              | Lu              | Ma              | Me              | Gi              | Ve              | Sa              | Do              | Lu              | Ma              | Me              | Gi              |                 |
| Aprile          | Ve              | Sa              | Do              | Lu              | Ma              | Me              | Gi              | Ve              | Sa              | Do              | Lu              | Ma              | Me              | Gi              | Ve              | Sa              | Do              | Lu              | Ma              | Me              | Gi              | Ve              | Sa              | Do              | Lu              | Ma              | Me              | Gi              | Ve              | Sa              |                 |                 |
| Maggio          | Do              | Lu              | Ma              | Me              | Gi              | Ve              | Sa              | Do              | Lu              | Ma              | Me              | Gi              | Ve              | Sa              | Do              | Lu              | Ma              | Me              | Gi              | Ve              | Sa              | Do              | Lu              | Ma              | Me              | Gi              | Ve              | Sa              | Do              | Lu              | Ma              |                 |
| Giugno          | Me              | Gi              | Ve              | Sa              | Do              | Lu              | Ma              | Me              | Gi              | Ve              | Sa              | Do              | Lu              | Ma              | Me              | Gi              | Ve              | Sa              | Do              | Lu              | Ma              | Me              | Gi              | Ve              | Sa              | Do              | Lu              | Ma              | Me              | Gi              |                 |                 |
| Luglio          | Ve              | Sa              | Do              | Lu              | Ma              | Me              | Gi              | Ve              | Sa              | Do              | Lu              | Ma              | Me              | Gi              | Ve              | Sa              | Do              | Lu              | Ma              | Me              | Gi              | Ve              | Sa              | Do              | Lu              | Ma              | Me              | Gi              | Ve              | Sa              | Do              |                 |
| Agosto          | Lu              | Ma              | Me              | Gi              | Ve              | Sa              | Do              | Lu              | Ma              | Me              | Gi              | Ve              | Sa              | Do              | Lu              | Ma              | Me              | Gi              | Ve              | Sa              | Do              | Lu              | Ma              | Me              | Gi              | Ve              | Sa              | Do              | Lu              | Ma              | Me              |                 |
| Settembre       | Gi              | Ve              | Sa              | Do              | Lu              | Ma              | Me              | Gi              | Ve              | Sa              | Do              | Lu              | Ma              | Me              | Gi              | Ve              | Sa              | Do              | Lu              | Ma              | Me              | Gi              | Ve              | Sa              | Do              | Lu              | Ma              | Me              | Gi              | Ve              |                 |                 |
| Ottobre         | Sa              | Do              | Lu              | Ma              | Me              | Gi              | Ve              | Sa              | Do              | Lu              | Ma              | Me              | Gi              | Ve              | Sa              | Do              | Lu              | Ma              | Me              | Gi              | Ve              | Sa              | Do              | Lu              | Ma              | Me              | Gi              | Ve              | Sa              | Do              | Lu              |                 |
| Novembre        | Ma              | Me              | Gi              | Ve              | Sa              | Do              | Lu              | Ma              | Me              | Gi              | Ve              | Sa              | Do              | Lu              | Ma              | Me              | Gi              | Ve              | Sa              | Do              | Lu              | Ma              | Me              | Gi              | Ve              | Sa              | Do              | Lu              | Ma              | Me              |                 |                 |
| Dicembre        | Gi              | Ve              | Sa              | Do              | Lu              | Ma              | Me              | Gi              | Ve              | Sa              | Do              | Lu              | Ma              | Me              | Gi              | Ve              | Sa              | Do              | Lu              | Ma              | Me              | Gi              | Ve              | Sa              | Do              | Lu              | Ma              | Me              | Gi              | Ve              | Sa              |                 |